# Yuelu Shan
Yuelu Shan (chinesisch 嶽麓山 / 岳麓山, Pinyin Yuèlǔ Shān) ist ein Gebirge am Westufer des Xiang Jiang (auch Xiang Shui) in Changsha, Hunan, China. 
Sein Hauptgipfel Yunlu ist 300 m hoch.